# Saint-Hippolyte (Charente-Maritime)
Pour les articles homonymes, voir Saint-Hippolyte.
Saint-Hippolyte est une commune du sud-ouest de la France située dans le département de la Charente-Maritime (région Nouvelle-Aquitaine). Ses habitants sont appelés les Hippolytains et les Hippolytaines.

## Géographie
La commune de Saint-Hippolyte se situe dans le centre du département de la Charente-Maritime, aux confins des anciennes provinces de Saintonge et d'Aunis.
Sur un plan plus général, la commune de Saint-Hippolyte est située dans la partie sud-ouest de la France, au centre de la côte atlantique dont elle est distante d'une douzaine de kilomètres à vol d'oiseau, faisant partie du « Midi atlantique ».
Le territoire de cette commune est situé sur la rive gauche de la Charente, faisant face à Tonnay-Charente.
L'altitude minimale du territoire est de 1 m, et le maximum de 27 m.

### Communes limitrophes
| Rochefort | Tonnay-Charente |           |
| Échillais | Saint-Hippolyte | Cabariot  |
|           | Trizay          | La Vallée |

## Urbanisme

### Typologie
Au 1er janvier 2024, Saint-Hippolyte est catégorisée bourg rural, selon la nouvelle grille communale de densité à 7 niveaux définie par l'Insee en 2022.
Elle est située hors unité urbaine. Par ailleurs la commune fait partie de l'aire d'attraction de Rochefort, dont elle est une commune de la couronne,. Cette aire, qui regroupe 33 communes, est catégorisée dans les aires de 50 000 à moins de 200 000 habitants,.
La commune, bordée par l'estuaire de la Charente, est également une commune littorale au sens de la loi du 3 janvier 1986, dite loi littoral. Des dispositions spécifiques d’urbanisme s’y appliquent dès lors afin de préserver les espaces naturels, les sites, les paysages et l’équilibre écologique du littoral, tel le principe d'inconstructibilité, en dehors des espaces urbanisés, sur la bande littorale des 100 mètres, ou plus si le plan local d’urbanisme le prévoit.

### Occupation des sols
L'occupation des sols de la commune, telle qu'elle ressort de la base de données européenne d’occupation biophysique des sols Corine Land Cover (CLC), est marquée par l'importance des territoires agricoles (91,9 % en 2018), en diminution par rapport à 1990 (95,4 %). La répartition détaillée en 2018 est la suivante : 
prairies (36,1 %), terres arables (34,8 %), zones agricoles hétérogènes (21 %), eaux continentales (3,9 %), zones urbanisées (3,4 %), zones humides intérieures (0,9 %). L'évolution de l’occupation des sols de la commune et de ses infrastructures peut être observée sur les différentes représentations cartographiques du territoire : la carte de Cassini (XVIIIe siècle), la carte d'état-major (1820-1866) et les cartes ou photos aériennes de l'IGN pour la période actuelle (1950 à aujourd'hui).

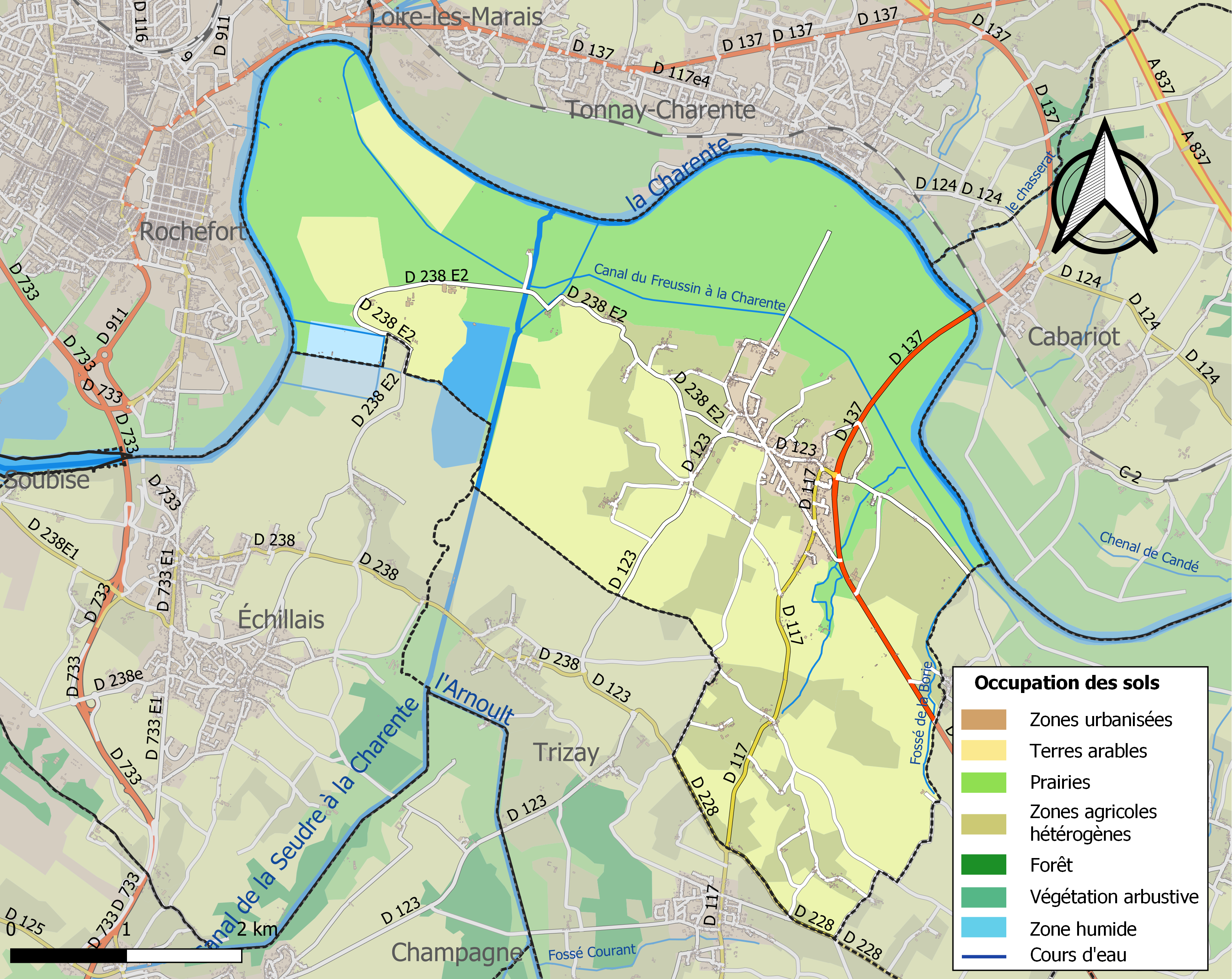
Carte des infrastructures et de l'occupation des sols de la commune en 2018 (CLC).

### Risques majeurs
Le territoire de la commune de Saint-Hippolyte est vulnérable à différents aléas naturels : météorologiques (tempête, orage, neige, grand froid, canicule ou sécheresse), inondations, mouvements de terrains et séisme (sismicité modérée). Il est également exposé à un risque technologique,  le transport de matières dangereuses. Un site publié par le BRGM permet d'évaluer simplement et rapidement les risques d'un bien localisé soit par son adresse soit par le numéro de sa parcelle.

#### Risques naturels
La commune fait partie du territoire à risques importants d'inondation (TRI) du littoral charentais-maritime, regroupant 40 communes concernées par un risque de submersion marine de la zone côtière, un des 21 TRI qui ont été arrêtés fin 2012 sur le bassin Adour-Garonne et confirmé en 2018 lors du second cycle de la Directive inondation, mais annulé en 2020. Les submersions marines les plus marquantes des XXe et XXIe siècles antérieures à 2019 sont celles liées à la tempête du 9 février 1924, à la tempête du 15 février 1957, aux tempêtes Lothar et Martin des 26 et 27 décembre 1999 et à la tempête Xynthia des 27 et 28 février 2010. D’une violence exceptionnelle, la tempête Xynthia a fortement endommagé le littoral de la Charente Maritime : douze personnes ont perdu la vie (essentiellement par noyade), des centaines de familles ont dû être relogées, et, sur un linéaire de l’ordre de 400 km de côte et de 225 km de défenses contre la mer, environ la moitié de ces ouvrages a subi des dommages plus ou moins importants. C’est environ 5 000 à 6 000 bâtiments qui ont été submergés et 40 000 ha de terres agricoles. La commune a été reconnue en état de catastrophe naturelle au titre des dommages causés par les inondations et coulées de boue survenues en 1982, 1993, 1999 et 2010,.

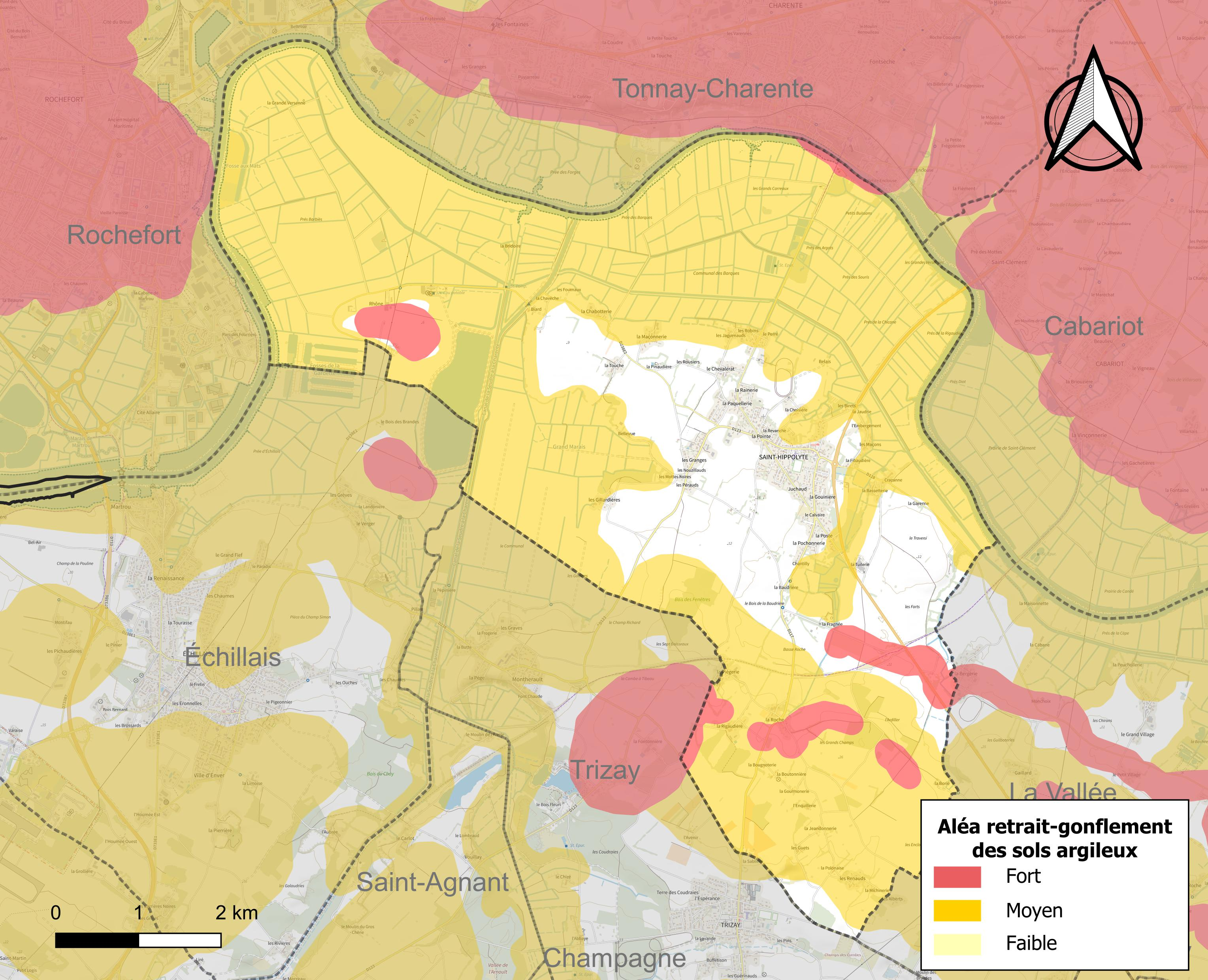
Carte des zones d'aléa retrait-gonflement des sols argileux de Saint-Hippolyte.

Les mouvements de terrains susceptibles de se produire sur la commune sont des tassements différentiels.
Le retrait-gonflement des sols argileux est susceptible d'engendrer des dommages importants aux bâtiments en cas d’alternance de périodes de sécheresse et de pluie. 78,9 % de la superficie communale est en aléa moyen ou fort (54,2 % au niveau départemental et 48,5 % au niveau national). Sur les 637 bâtiments dénombrés sur la commune en 2019,  206 sont en aléa moyen ou fort, soit 32 %, à comparer aux 57 % au niveau départemental et 54 % au niveau national. Une cartographie de l'exposition du territoire national au retrait gonflement des sols argileux est disponible sur le site du BRGM,.
Par ailleurs, afin de mieux appréhender le risque d’affaissement de terrain, l'inventaire national des cavités souterraines permet de localiser celles situées sur la commune.
Concernant les mouvements de terrains, la commune a été reconnue en état de catastrophe naturelle au titre des dommages causés par la sécheresse en 2003, 2005 et 2018 et par des mouvements de terrain en 1999 et 2010.

#### Risques technologiques
Le risque de transport de matières dangereuses sur la commune est lié à sa traversée par une ou des infrastructures routières ou ferroviaires importantes ou la présence d'une canalisation de transport d'hydrocarbures. Un accident se produisant sur de telles infrastructures est susceptible d’avoir des effets graves sur les biens, les personnes ou l'environnement, selon la nature du matériau transporté. Des dispositions d’urbanisme peuvent être préconisées en conséquence.

## Toponymie
Le nom de la commune provient de saint Hippolyte, auquel la paroisse a été dédiée.
Au début du XIXe siècle, elle portait le nom de Saint-Hyppolite-de-Biard.
Le toponyme "Biard" pourrait provenir d'un anthroponyme, variante de l'anthroponyme Bidard ou Bigard ; ou bien de l'appellatif roman biard signifiant « petit jardin clos attenant à la maison ».

## Histoire
An 777 : passage de Charlemagne – Nombreuses batailles contre les Sarrasins (Montierneuf et Monthérault).
845-868 : lutte contre les pirates scandinaves.
1160-1185 : occupation anglaise, la plupart des seigneuries saintongeaises se levèrent contre cette occupation mais la répression fut terrible : des châteaux rasés, des villages brûlés et obligation aux barons vaincus de partir en croisade sous peine d’être passés par les armes.

## Administration

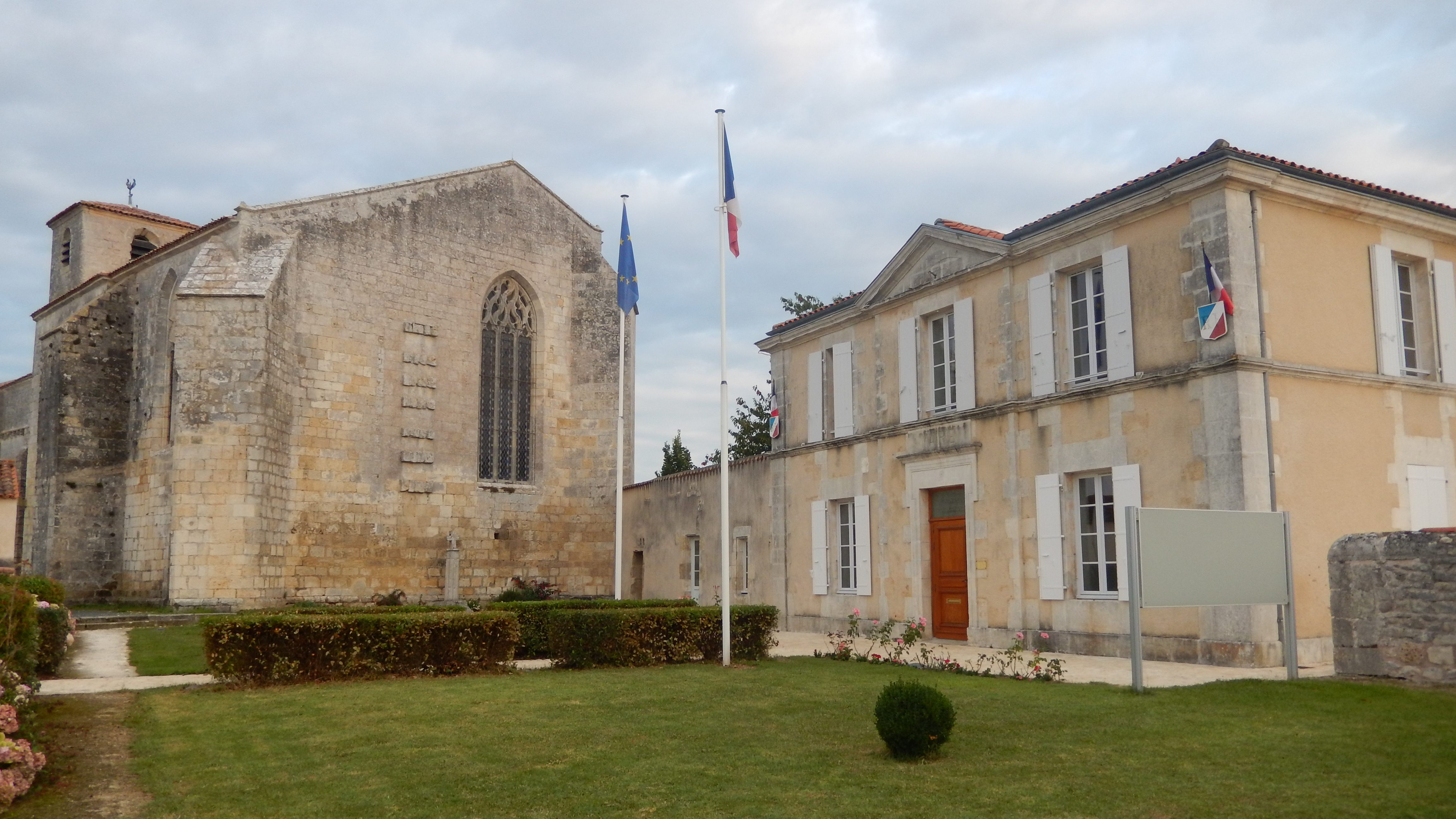
L'église et la mairie.

### Liste des maires
| Période                                  | Période  | Identité         | Étiquette | Qualité                                                                          |
| ---------------------------------------- | -------- | ---------------- | --------- | -------------------------------------------------------------------------------- |
| avant 1988                               | ?        | René Seguin      |           |                                                                                  |
| 2001                                     | En cours | Pierre Chevillon | DVD       | Retraité de l'enseignement Conseiller délégué de la CA Rochefort Océan (2020 → ) |
| Les données manquantes sont à compléter. |          |                  |           |                                                                                  |

### Région
À la suite de la réforme administrative de 2014 ramenant le nombre de régions de France métropolitaine de 22 à 13, la commune appartient depuis le 1er janvier 2016 à la région Nouvelle-Aquitaine, dont la capitale est Bordeaux. De 1972 au 31 décembre 2015, elle a appartenu à la région Poitou-Charentes, dont le chef-lieu était Poitiers.

## Démographie

### Évolution démographique
L'évolution du nombre d'habitants est connue à travers les recensements de la population effectués dans la commune depuis 1793. Pour les communes de moins de 10 000 habitants, une enquête de recensement portant sur toute la population est réalisée tous les cinq ans, les populations de référence des années intermédiaires étant quant à elles estimées par interpolation ou extrapolation. Pour la commune, le premier recensement exhaustif entrant dans le cadre du nouveau dispositif a été réalisé en 2005.

En 2022, la commune comptait 1 485 habitants, en évolution de +5,92 % par rapport à 2016 (Charente-Maritime : +4,04 %, France hors Mayotte : +2,11 %).
| 1793 | 1800 | 1806 | 1821 | 1831 | 1836  | 1841  | 1846  | 1851  |
| ---- | ---- | ---- | ---- | ---- | ----- | ----- | ----- | ----- |
| 664  | 712  | 714  | 882  | 901  | 1 015 | 1 023 | 1 046 | 1 054 |

| 1856  | 1861  | 1866  | 1872 | 1876 | 1881  | 1886 | 1891  | 1896  |
| ----- | ----- | ----- | ---- | ---- | ----- | ---- | ----- | ----- |
| 1 014 | 1 066 | 1 050 | 954  | 969  | 1 009 | 980  | 1 011 | 1 001 |

| 1901 | 1906  | 1911  | 1921 | 1926 | 1931 | 1936 | 1946 | 1954 |
| ---- | ----- | ----- | ---- | ---- | ---- | ---- | ---- | ---- |
| 978  | 1 074 | 1 008 | 908  | 881  | 816  | 812  | 797  | 887  |

| 1962 | 1968 | 1975 | 1982 | 1990  | 1999  | 2005  | 2006  | 2010  |
| ---- | ---- | ---- | ---- | ----- | ----- | ----- | ----- | ----- |
| 827  | 858  | 809  | 969  | 1 109 | 1 121 | 1 170 | 1 195 | 1 329 |

| 2015  | 2020  | 2022  | - | - | - | - | - | - |
| ----- | ----- | ----- | - | - | - | - | - | - |
| 1 412 | 1 475 | 1 485 | - | - | - | - | - | - |

## Lieux et monuments
- L'église Saint-Hippolyte.
- Le château de la Bergerie.
- Les écluses de Biard, construites en 1784[24].
- Le viaduc d'accès côté Sud en maçonnerie du pont suspendu de Tonnay-Charente est situé sur le territoire de la commune.

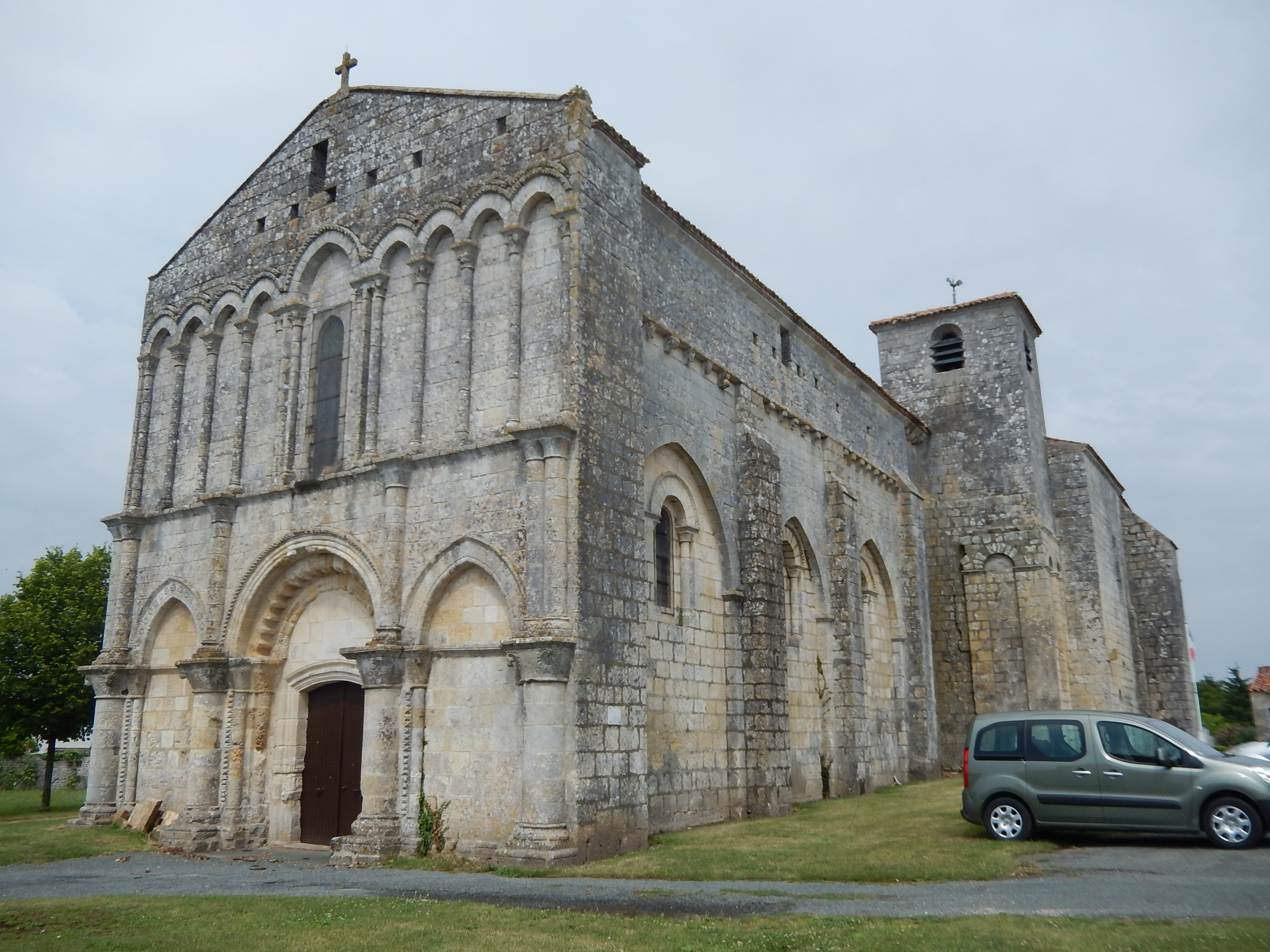
L'église Saint-Hippolyte.
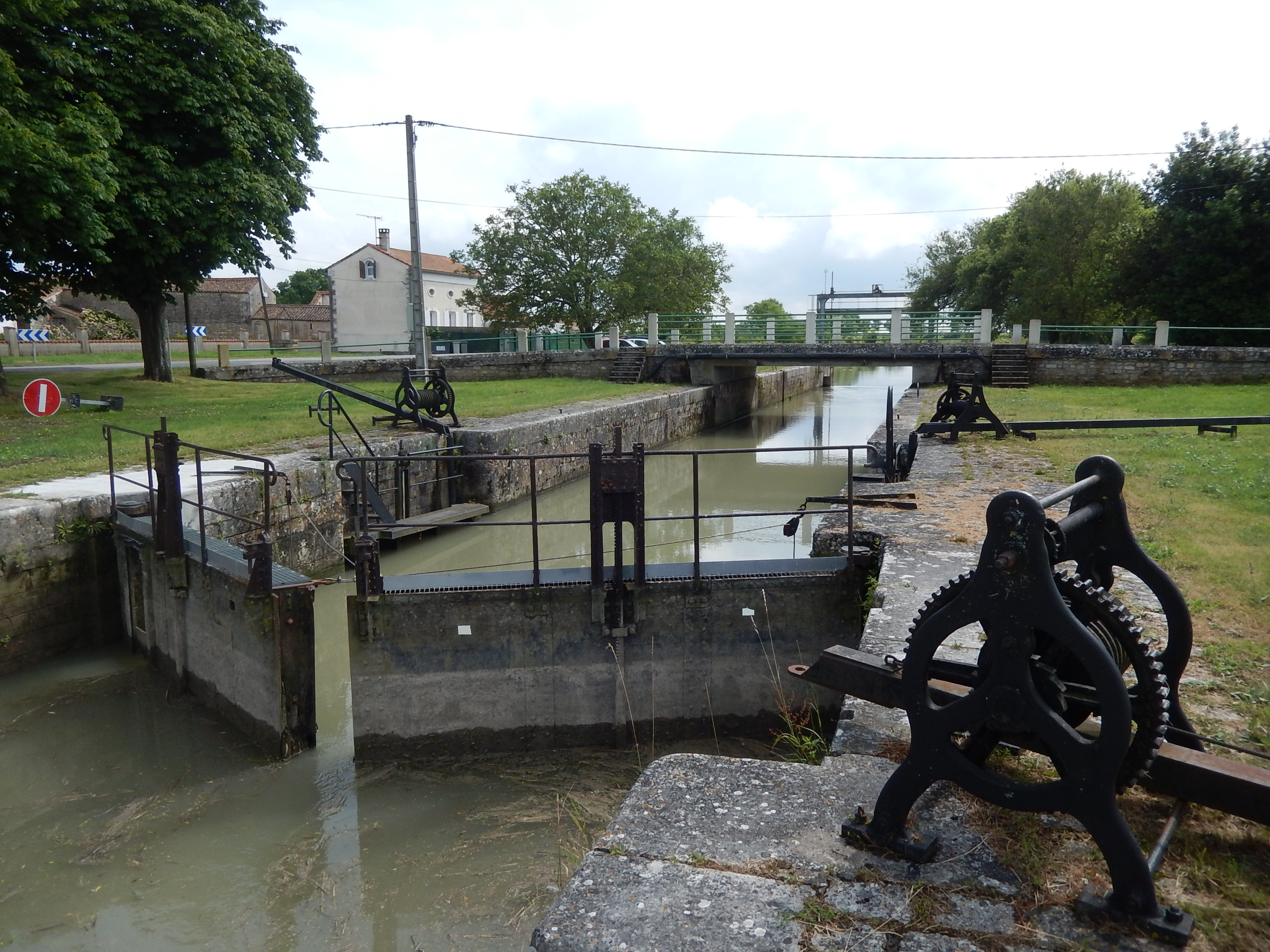
Les écluses de Biard.
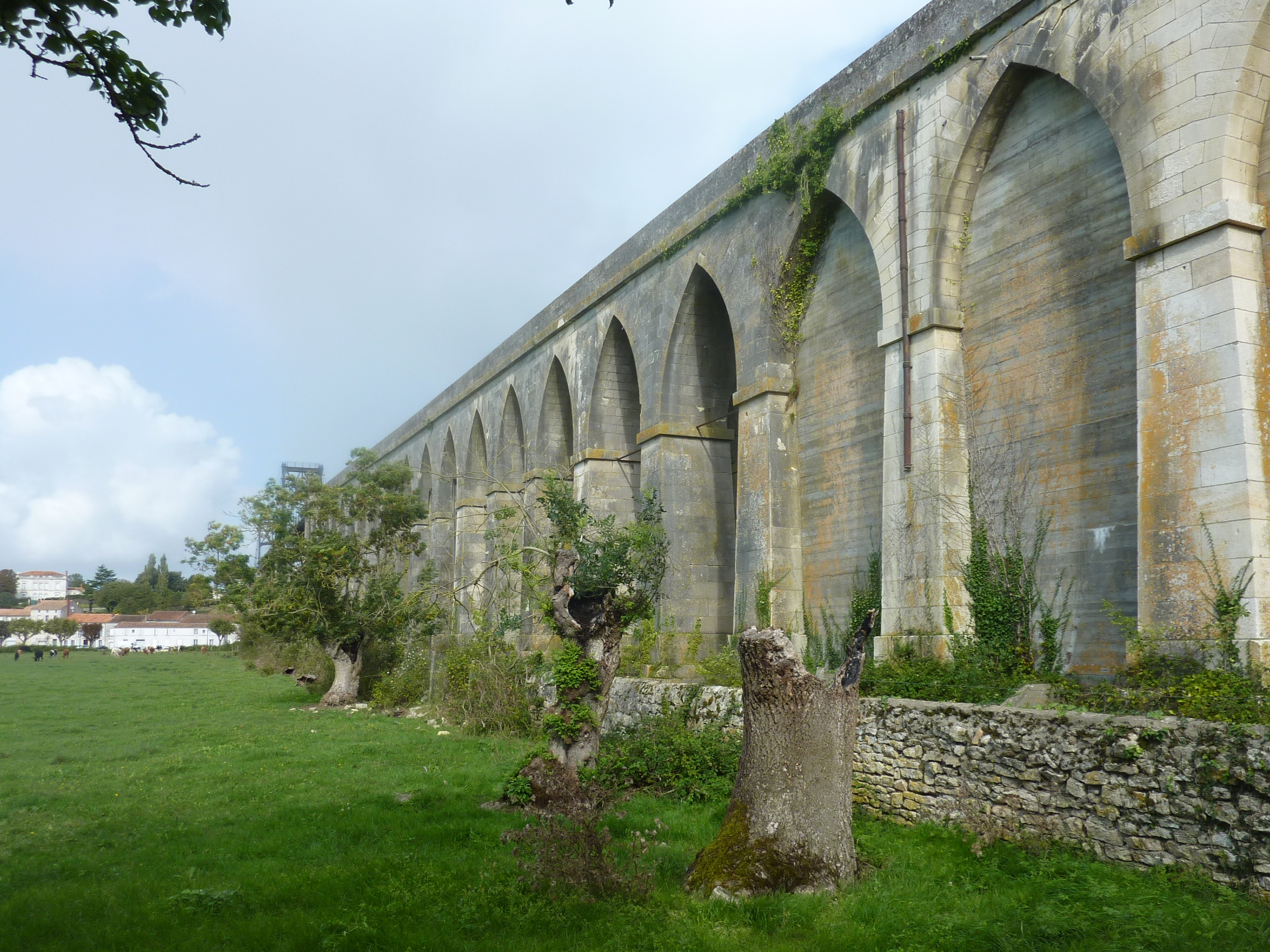
Arcades du viaduc d'accès en maçonnerie du pont suspendu de Tonnay-Charente, vues de Saint-Hippolyte.
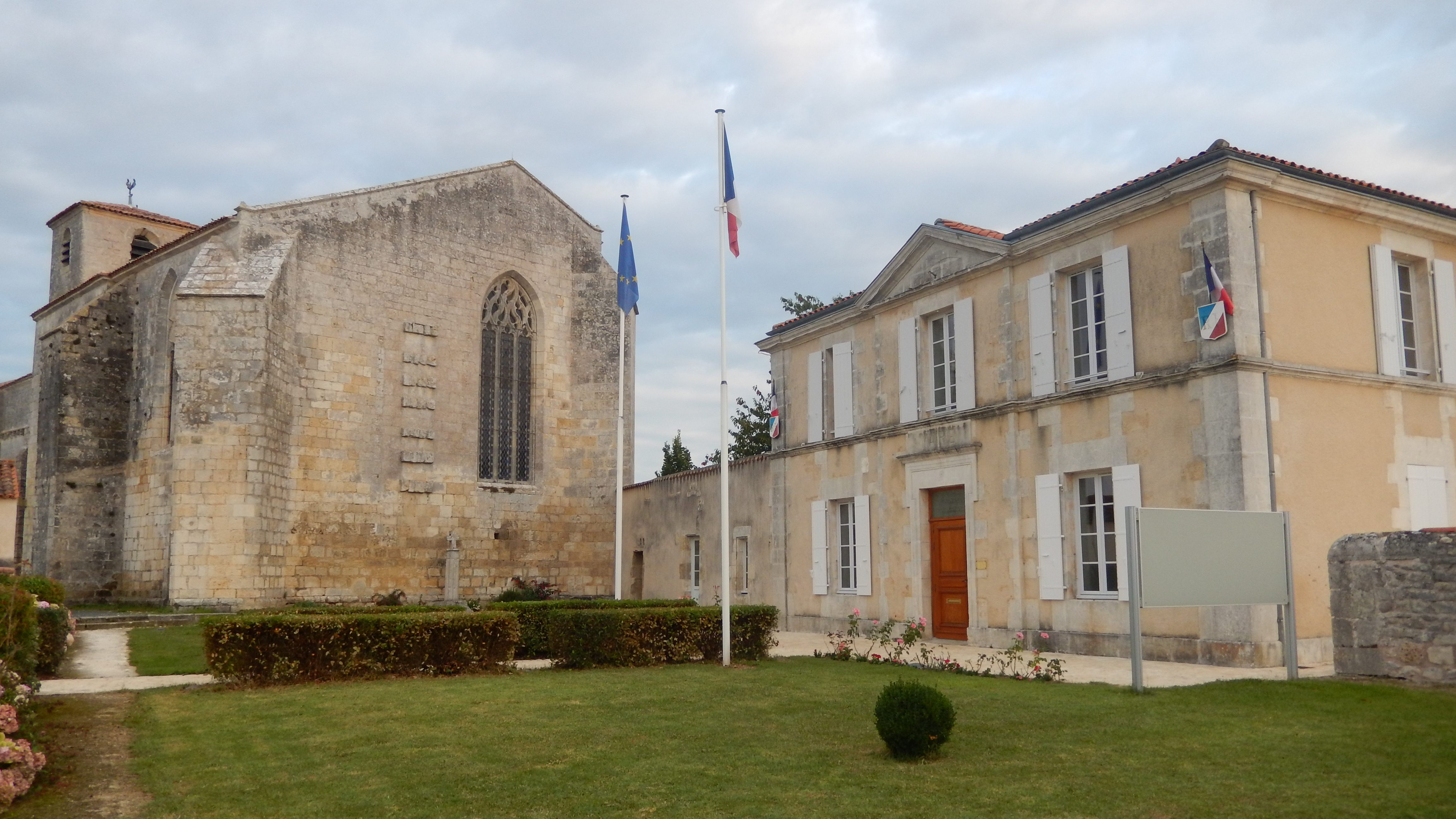
Église et mairie.
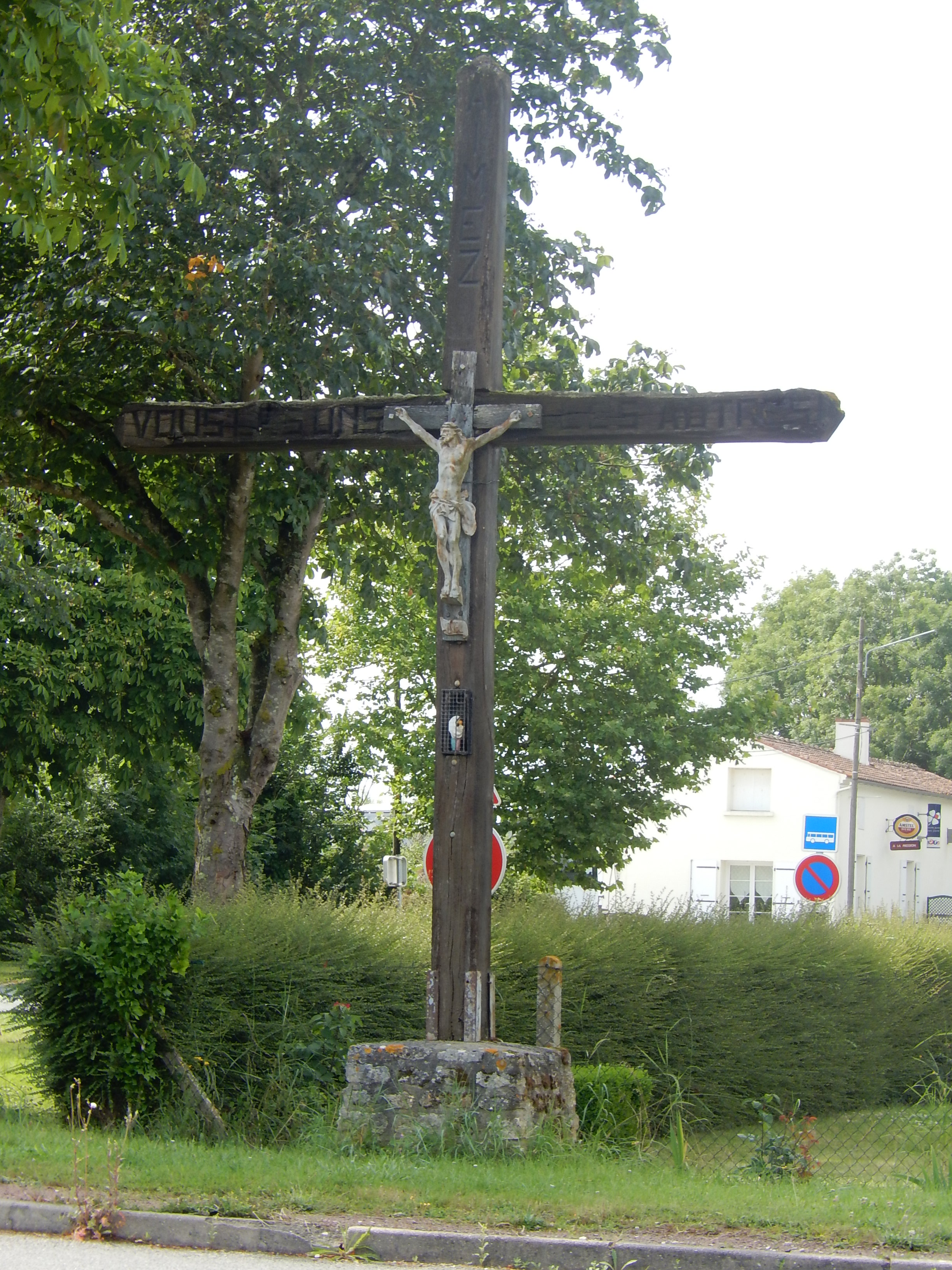
Calvaire.

## Réseaux techniques
Pour renforcer l'alimentation en eau potable des zones littorales et du Nord du département, l'usine d'eau potable de St Hippolyte a été modernisée en 2007 par le syndicat des eaux de la Charente-maritime qui avait fait construire une retenue d'eau brute de 1 500 000 m3 en amont de l'usine de production d'eau potable "Lucien Grand" construite en 1980, qui produit 60.000 m3/ jours. Cette retenue est alimentée par la nappe phréatique de la Charente.
Le stockage de l'eau brute dure 25 jours avant tout traitement.
Cette usine alimente en eau potable toute la région et une grande partie de la Charente-Maritime ce qui permet de faire face à la demande surtout pendant la saison estivale.

## Héraldique
| Blason de Saint-Hippolyte | Blason  | Coupé d'un trait, parti de trois autres qui font huit quartiers : au 1er de gueules, au croissant de vair (de Maure), au 2e d'azur, à trois fleurs de lis d'or au bâton péri en bande de gueules (Bourbon), au 3e de gueules, à neuf macles d'or (Rohan), au 4e burelé d'argent et d'azur de dix pièces à trois chevrons de gueules brochants sur le tout, le premier écimé (La Rochefoucauld), au 5e d'argent, à la guivre d'azur couronnée d'or engoulant un enfant de gueules (Visconti-Milan), au 6e de gueules, aux chaînes de Navarre d'or (Navarre), au 7e de gueules, au pal de vair (Pérusse des Cars), au 8e d'hermine plain (Bretagne), sur le tout fascé enté de six pièces d'argent et de gueules (Rochechouart). |
| Blason de Saint-Hippolyte | Détails | Il s'agit des armes de la maison de Rochechouart de Mortemart. Adopté par la municipalité. |